# Schinznach-Bad

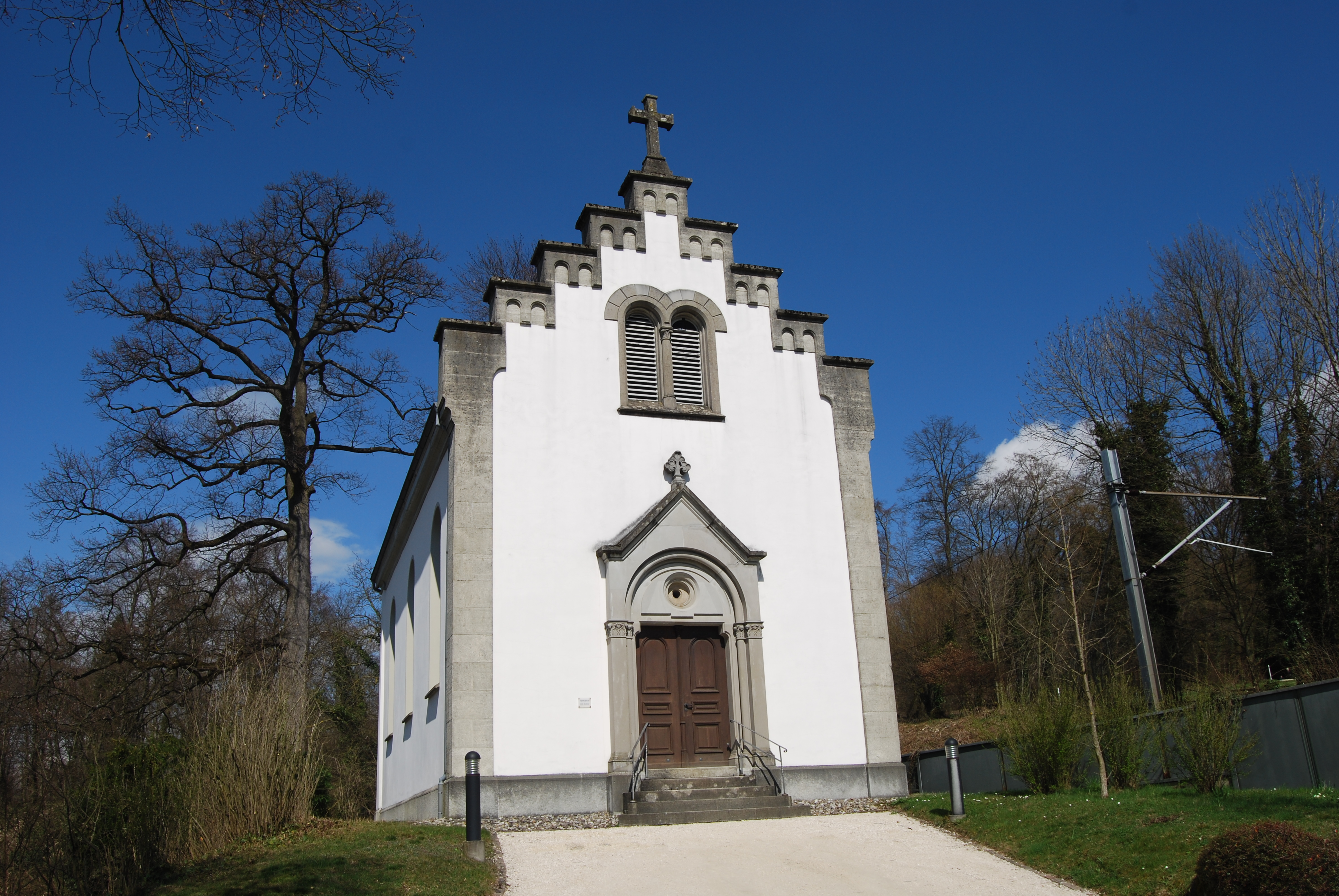
Schinznach-Bad

Schinznach-Bad foi uma comuna suíça localizada no Cantão de Argóvia. Em 1 de janeiro de 2020, passou a formar parte da comuna de Brugg.